# روی پیترس
روی پیترس (هلندی: Roy Pieters؛ زادهٔ ۱۲ ژوئن ۱۹۸۹) دوچرخه‌سوار اهل هلند است.